# Riaza (gemeente)
Riaza is een gemeente in de Spaanse provincie Segovia in de regio Castilië en León met een oppervlakte van 149,49 km². Riaza telt 2.187 inwoners (1 januari 2016).
Door de plaats loopt de gelijknamige rivier de Riaza die zo'n kleine tien kilometer in het zuidoosten, in de Sierra de Ayllón ontspringt.